# Emilio Valverde Álvarez
Emilio Valverde Álvarez (Manila, 1848 - Leganés, 1894) fue un militar, cartógrafo, geógrafo y escritor español, autor de guías de viajes.

## Biografía
Estudió en Santiago de Compostela siguió el arma de Infantería. Escribió varias guías de los reinos antiguos, provincias y ciudades modernas de España, acompañadas de sus respectivos planos y datos principales; además, escribió guías de viajes e itinerarios de ferrocarriles y algunas obras curiosas, como un mapa del Peloponeso, para facilitar el entendimiento del historiador griego Tucídides. 
De su obra geográfica cabe destacar:Tratado de dibujo topográfico (1879), Cartilla elemental de dibujo topográfico (Madrid, 1879) y Atlas geográfico-descriptivo de la Península Ibérica, Islas Baleares, Canarias y posesiones españolas de Ultramar: descripción general (Madrid, 1880), el cual contiene 60 hojas de mapas litográficos en color plegados de 37 centímetros.

## Obras (incompleto)

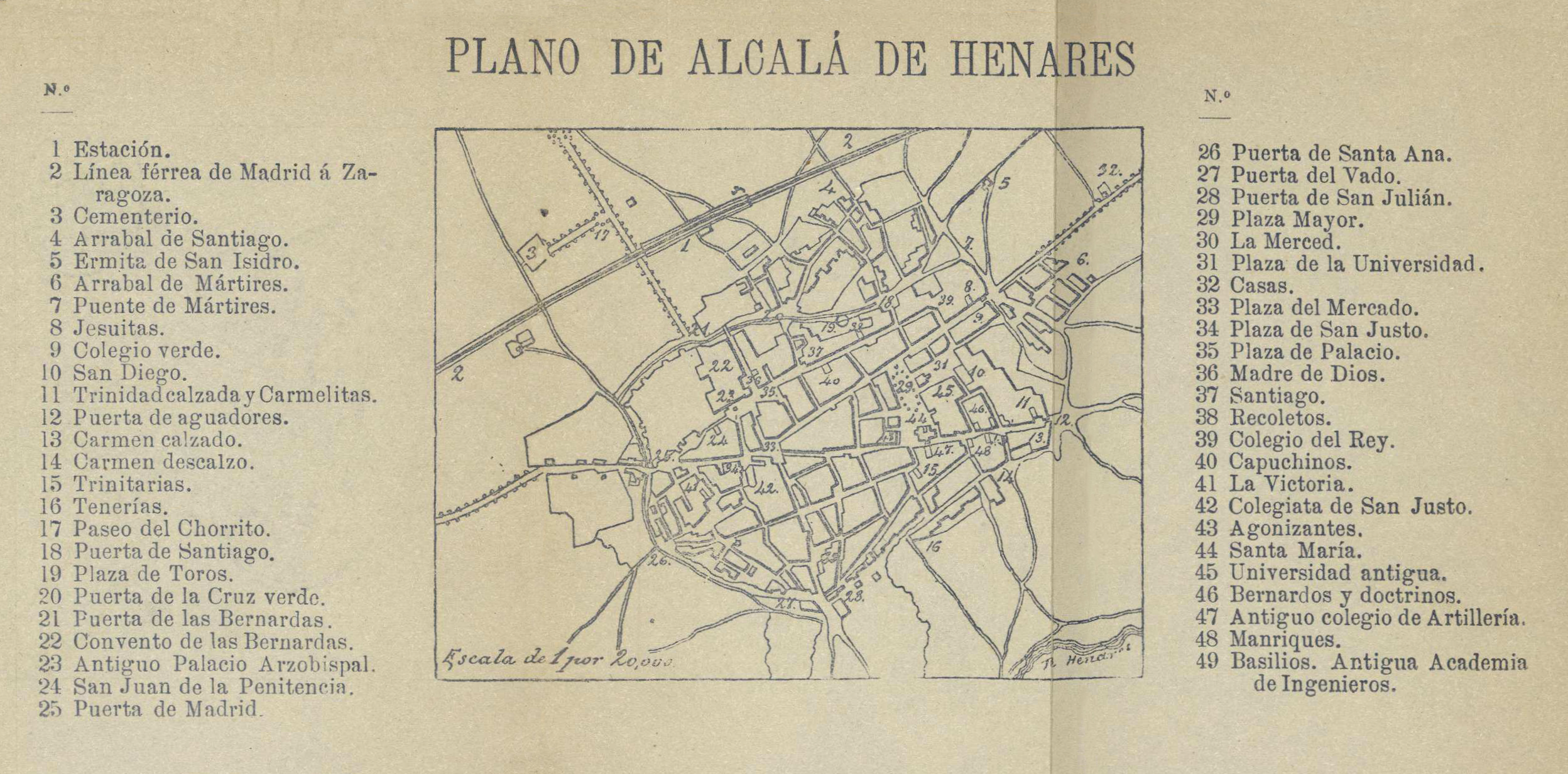
Plano de Alcalá de Henares de Emilio Valverde (1886).

- Tratado de dibujo topográfico, Madrid: Editor D. Nicolás Izquierdo, 1879.
- Cartilla elemental de dibujo topográfico (Madrid, 1879)
- Atlas geográfico-descriptivo de la Península Ibérica, Islas Baleares, Canarias y posesiones españolas de Ultramar: descripción general (Madrid, 1880)
- Descripción general de la península ibérica. Madrid: Librería militar, 1882.
- La capital de España: guía y plano general de Madrid: comercial, industrial y artística... Madrid, 1883.
- Mapa antiguo del Peloponeso: Construido para la inteligencia del Thucidides, Madrid: Librería Militar, (1883)
- Guía del antiguo reino de Toledo. Provincias de Madrid, Toledo, Ciudad Real, Cuenca y Guadalajara. Ilustrada con mapas planos y grabados. Viaje geográfico, artístico y pintoresco (Geografía, Topografía, Historia, entidades de población, líneas férreas y carreteras, itinerarios artísticos y de recreo, Estadística general, comercial y agrícola y datos de utilidad general. Madrid: Imprenta de Fernando Cao y Domingo de Va, 1885.
- Nueva Guía del Viajero en España y Portugal. Viaje geográfico, artístico y pintoresco por la Península Ibérica. Geografía. Topografía. Historia. Descripción de las entidades de población más importantes y de todas las líneas férreas y carreteras, Itinerarios, Madrid Imprenta de Fernando Cao y Domingo del Val, 1886.
- Guía del antiguo reino de Castilla: Provincias de Burgos, Santander, Logroño, Soria ; Ávila y Segovia ; Ilustr. con un mapa, planos topográficos... Guía practico Madrid: Cav & De Val, 1886.
- Guía del Antiguo Reino de León. Provincias de León, Zamora, Valladolid, Palencia y Salamanca. Ilustrada con mapas, planos y grabados. Viaje geográfico, artístico y pintoresco. Madrid: Imprenta de Fernando Cao y Domingo del Val; 1886.
- Guía de las provincias Vascongadas y Navarra: Provincias de Álava, Vizacaya, Guipúzcoa y Navarra; Ilustr. Con mapas, planos y grabados; Guía práctica Madrid: Cav & De Val, 1886.
- Guía del antiguo reino de Galicia y principado de Asturias: Provincias de Coruña, Lugo, Pontevedra, Orense y Oviedo ; Ilustr. con mapas, planos y grabados; Guía práctica. Madrid: Cav & De Val, 1886.
- Guía del antiguo reino de Aragón: Provincias de Zaragoza, Huesca y Teruel; Ilustr. con mapas, planos y grabados; Guía práctica, Madrid: Cav & De Val, 1886.
- Plano y guía del viajero en Alcalá de Henares, Guadalajara y Sigüenza. Madrid: Imprenta de Fernando Cao y Domingo del Val; 1886.
- Guía del antiguo Reino de Cataluña; provincias de Barcelona, Tarragona, Lérida y Gerona. Completo. Ilustrada con mapas, planos y grabados. Viaje Geográfico, Artístico y Pintoresco. Geografía.- Topografía.- Historia.- Descripción de las entidades de población más importantes y de todas las líneas férreas y carreteras. Itinerarios detallados.- Viajes artísticos y de recreo.- Estadística general, industrial, comercial y agrícola, y datos de utilidad general. Guía Práctico Valverde. Madrid: Imp. Cao. y Val, 1887.
- Guía del viajero en los antiguos reinos de Valencia y Murcia : provincias de Valencia, Castellón, Albacete, Alicante y Murcia: viaje geográfico, artístico y pintoresco, Madrid: Imprenta de Fernando Cao y Domingo de Val, 1889.
- Guía de Extremadura, Baleares, Canarias y posesiones de África, provincias de Badajoz, Cáceres, Baleares y Canarias: Guía de Portugal; Illustr. con mapas, planos y grabados; Guía practico Valverde Madrid: Cao & De Val, 1889.